# Antología (álbum de Violeta Parra)
Antología es un álbum recopilatorio de Violeta Parra, folclorista y cantante chilena, lanzado por Warner Music en 1999. Reúne canciones de los discos del catálogo de Violeta que fueron lanzados por Warner Music en 1999, y, por ende, omite algunas de las canciones más conocidas de la folclorista, que aparecen en discos editados por EMI. 
El disco, si bien ha servido como introducción para el público en general a la obra de Violeta Parra, ha tenido críticas por parte de los seguidores de la folclorista y de la música chilena en general. Por un lado, su exigua duración de poco más de una hora habría permitido que las veintiséis pistas se ubicaran cómodamente en un único disco. Se incluyen cinco breves extractos de sus Décimas y Centésimas, por lo que el número de canciones del álbum doble alcanza a veintiuno. Por otro lado, las versiones de "Qué Pena Siente el Alma", "La Jardinera", "Casamiento de Negros" y "El Palomo", entre otras, no son las originales, sino aquellas que Violeta grabó para Cantos de Chile (Presente/Ausente) en Francia y se omiten clásicos como "Qué He Sacado con Quererte", "Paloma Ausente", "Yo Canto a la Diferencia", "El Chuico y la Damajuana", "Verso por Desengaño", "La Pericona Se Ha Muerto" y "Se Juntan Dos Palomitos", por pertenecer al catálogo de EMI, que no ha relanzado estos trabajos.
El álbum fue lanzado en 1999 por Warner Music.
En abril de 2008, la edición chilena de la revista Rolling Stone situó a este álbum como el 27º mejor disco chileno de todos los tiempos.

## Lista de canciones

### Disco 1
| Pista | Nombre                                  | Autor            | Álbum                            | Año     | Tiempo |
| 1     | "Casamiento de Negros"                  | Violeta Parra    | Cantos Campesinos                | 1956    | 1:40   |
| 2     | "Qué Pena Siente el Alma"               | Folclore chileno | Cantos Campesinos                | 1956    | 1:57   |
| 3     | "Dónde Estás, Prenda Querida"           | Folclore chileno | Cantos Campesinos                | 1956    | 2:22   |
| 4     | Décima: "Pa' Cantar de Un Improviso..." | Violeta Parra    | Décimas y Centésimas             | 1964    | 1:54   |
| 5     | "Violeta Ausente"                       | Violeta Parra    | Cantos Campesinos                | 1956    | 2:21   |
| 6     | "Viva la Luz de Don Creador"            | Folclore chileno | Cantos Campesinos                | 1956    | 1:45   |
| 7     | "El Palomo"                             | Folclore chileno | Cantos Campesinos                | 1956    | 2:37   |
| 8     | Décima: "En Este Mundo Moderno"         | Violeta Parra    | Décimas y Centésimas             | 1964    | :23    |
| 9     | "Arauco Tiene una Pena"                 | Violeta Parra    | Canciones Reencontradas en París | 1960-63 | 2:59   |
| 10    | "Arriba Quemando el Sol"                | Violeta Parra    | Canciones Reencontradas en París | 1960-63 | 2:41   |
| 11    | Décima: "Yo No Protesto por Mí..."      | Violeta Parra    | Décimas y Centésimas             | 1964    | :19    |
| 12    | "La Jardinera"                          | Violeta Parra    | Cantos Campesinos                | 1956    | 2:00   |
| 13    | "Del Norte Vengo Maruca"                | Ángel Parra      | Violeta Parra en Ginebra         | 1965    | 2:45   |

### Disco 2
| Pista | Nombre                                  | Autor         | Álbum                            | Año     | Tiempo |
| 1     | "La Carta"                              | Violeta Parra | Canciones Reencontradas en París | 1960-63 | 2:58   |
| 2     | Décima: "Dispénsenme las Chiquillas..." | Violeta Parra | Décimas y Centésimas             | 1964    | :26    |
| 3     | "Miren Cómo Sonríen"                    | Violeta Parra | Canciones Reencontradas en París | 1960-63 | 2:24   |
| 4     | "Según el Favor del Viento"             | Violeta Parra | Canciones Reencontradas en París | 1960-63 | 2:29   |
| 5     | "Rin del Angelito"                      | Violeta Parra | Las Últimas Composiciones        | 1966    | 2:03   |
| 6     | "Mazúrquica Modérnica"                  | Violeta Parra | Las Últimas Composiciones        | 1966    | 2:18   |
| 7     | "Qué Dirá el Santo Padre"               | Violeta Parra | Canciones Reencontradas en París | 1960-63 | 2:37   |
| 8     | "Volver a los 17"                       | Violeta Parra | Las Últimas Composiciones        | 1966    | 4:09   |
| 9     | "El Guillatún"                          | Violeta Parra | Las Últimas Composiciones        | 1966    | 2:26   |
| 10    | "El Albertío"                           | Violeta Parra | Las Últimas Composiciones        | 1966    | 2:07   |
| 11    | Décima: "61 Besos Creo... 62..."        | Violeta Parra | Décimas y Centésimas             | 1964    | :15    |
| 12    | "Run Run Se Fue Pa'l Norte"             | Violeta Parra | Las Últimas Composiciones        | 1966    | 3:55   |
| 13    | "Gracias a la Vida"                     | Violeta Parra | Las Últimas Composiciones        | 1966    | 4:32   |